# Maite Hernández Martínez
Maite Hernández Martínez   (Barcelona, 17 de novembre de 1972) és una alpinista catalana, membre de la Unió Excursionista de Catalunya de Barcelona.
El 1996, en la temporada d'esquí de muntanya, va formar parella amb Isabel Feliu, que va esdevenir la campiona de Catalunya en el dit esport. El 1997, com a alpinista, va ascendir el Gasherbrum II, juntament amb el navarrès Pitxi Eguillor. El 2001, va coronar el Shisha Pangma, una muntanya del massís de l'Himàlaia, com a part del grup Dones al Shisha. Per aquesta fita, la Federació d'Entitats Excursionistes de Catalunya els va atorgar el premi Millet a la millor activitat alpinística col·lectiva.
El 2004, en continuïtat amb el vuit mil del 2001, va formar part d'una expedició catalana exclusivament femenina a l'Everest, en un ascens per la cara nord, en la qual va aconseguir fer el cim, juntament amb Núria Balagué Gómez, la matinada del 19 de maig. L'equip de l'expedició, anomenada Dones Everest 2004, estava conformat també per Marisa Huguet Mora (Club d'Esquí de la Pobla de Segur) i Sílvia Ferrandis Barrés (Unió Excursionista de Tortosa). Així, Hernández i Balagué van esdevenir les primeres catalanes a fer el cim per la cara nord, i les primeres espanyoles només per darrere de la gallega Chus Lago. Més endavant, se'n va fer un documental, titulat Dones de l'Everest 2004. Aquell mateix any, Hernández va rebre el premi d'honor de l'esport català.
Treballa com a directora de l'àrea de preparació física del Centre de Tecnificació d'Esquí de Muntanya de Catalunya. Arran de la seva experiència, el 1997 va publicar el llibre Entrenamiento para deportes de montaña (lit. ‘Entrenament per a esports de muntanya’), coescrit amb Jordi Canals i Prats i Alfons Valls Rovira.